# Katjuša (raketomet)
82 mm BM-8  in 132 mm BM-13 (BM - Боевая машина: Bojevaja mašina; bojno vozilo) Katjúša (rusko Катюша) je družina večcevnih raketometov, ki jih je razvila in uporabila Sovjetska zveza med sovjetsko-japonsko vojno, zimsko vojno in drugo svetovno vojno.
Sam vzdevek, ki je pozneje prerasel osnovno vojaško oznako, je izšel iz priljubljene pesmi Katjuša o dekletu, ki je hrepeni po svoji ljubezni, medtem ko je v vojski. Nemški vojaki, ki so se borili na vzhodni fronti, so to orožje poimenovali »Stalinove orgle« (nemško Stalinorgel).
Osnova sistema so bile cevi, iz katerih so izstreljevali nevodljive, visokoeksplozivne rakete. Same rakete so bile zelo nenatančne, toda zaradi močnega eksploziva in množične uporabe več vozil hkrati, je bombardiranje povzročilo veliko škodo na ciljnem območju. Katjuše so zaradi svojega značilnega zvoka in uničevalne narave povzročile veliko primerov granatnega šoka pri nasprotnikih. Te cevi so potem namestili na različne platforme (od letal, tankov, ladij, traktorjev,...), medtem ko je bila najbolj razširjena oblika transporta tovornjak.
Po drugi svetovni vojni se je ta oborožitveni sistem razširil po državah vzhodnega bloka in tretjega sveta, predvsem kot del sovjetske vojaške pomoči komunističnim in socialističnim državam.
Samo zamisel, uporaba nenatančne, visokoeksplozivne rakete, ki se izstreljuje iz enostavnih nosilcev, so uporabile tudi številne teroristične skupine.